# Louisiana Nights – Eine tödliche Intrige
Louisiana Nights – Eine tödliche Intrige ist ein Thriller von Serge Rodnunsky, der 1999 produziert wurde.

## Handlung
Woodrow McCammon ist US-Senator aus New Orleans. Seine Tochter Shelby wird tot aufgefunden, ihr Bruder Beau kommt aus Chicago zur Beerdigung. Beau erfährt von FBI-Agenten, dass Shelby ermordet wurde, obwohl die lokale Polizei von einem Selbstmord ausgeht.

Beau forscht nach, seine Freundin Brittany – die auch seine Cousine ist – hilft ihm dabei. Brittany und Beau erfahren, dass die Ermordete Besitzerin eines Großvermögens war. Es war testamentarisch für wohltätige Zwecke bestimmt, aber Woodrow fälschte das Testament.

Woodrow versucht, auch Brittany und Beau zu töten.

## Kritiken
„Apollo Guide“ – „Cypress Edge“ zeige genau das Gegenteil der wirkungsvollen Narration, Kameraarbeit und des Schnitts. Christley wunderte sich, wie dieser Film überhaupt produziert werden konnte und vermutete, Regieanweisungen würden telefonisch und verschlüsselt erteilt. „Cypress Edge“ sei ein schlechter, schmerzhaft langweiliger Film.